# Crataegus limnophila
Crataegus limnophila är en rosväxtart som beskrevs av Charles Sprague Sargent. Crataegus limnophila ingår i Hagtornssläktet som ingår i familjen rosväxter. Inga underarter finns listade i Catalogue of Life.